# Kamienica Jana Petera w Łodzi
Kamienica Jana Petera – kamienica znajdująca się przy narożniku ulic Piotrkowskiej 13 i Próchnika 2 w Łodzi. Kamienica pochodzi z wczesnego okresu rozwoju miasta.

## Historia
Pierwotnie na działce istniał drewniany dom, w którym (od początku lat 40. XIX wieku) właściciel, Jan Peter, prowadził handel towarami korzennymi, rybami oraz mydłem. Murowana, piętrowa kamienica powstała w 1862 roku u zbiegu ulic Piotrkowskiej i Próchnika. Autorem projektu był Jan Karol Mertsching, który zaprojektował budynek na planie litery L. Kamienica pełniła funkcję mieszkalną i handlową: mieszkali tu, oprócz rodziny właściciela, rejent Konstanty Płachecki, a także nauczyciele szkoły powiatowej realnej, a część handlowa zajęta była przez szynk oraz cukiernię Jana Petera. W latach 90. XIX w. w budynku istniało sześć sklepów oraz księgarnia Juliusza Arndta.

## Architektura
Budynek został wzniesiony w stylu klasycystycznym. Od strony ul. Piotrkowskiej kamienica posiada ryzalit z czterema pilastrami w porządku jońskim, który jest zakończony fryzem gałązkowym i trójkątnym tympanonem. Narożnik z żeliwną balustradą jest ścięty, a od strony ul. Próchnika elewacja posiada również ryzalit zwieńczony tympanonem.
Kamienica została wpisana do rejestru zabytków nieruchomych województwa łódzkiego: 24 lutego 1964 roku z numerem kl. III-4/9-64/ZS-1/19 oraz 20 marca 1971 roku z numerem 9.